# Калиниченко, Игорь Борисович
И́горь Бори́сович Калиниче́нко (род. 31 октября 1969) — советский и российский футболист, защитник, российский футбольный судья.

## Карьера

### Клубная
Воспитанник ДЮСШ Майкоп. Профессиональную карьеру начал в клубе Второй низшей лиги СССР «Торпедо» из Армавира, за который выступал в 1990—1991 годах. После распада СССР перешёл в клуб Первой лиги «Дружба», в составе которого выступал до 2000 года. Провёл за «Дружбу» 138 матчей и забил 8 мячей в Первой лиге, во Втором дивизионе — 70 матчей и забил 21 мяч, в Кубке России — 8 матчей и забил 2 мяча. В 1998 году был арендован «Селенгой». В 2001 году подписал контракт со ставропольским «Динамо», в котором через год завершил карьеру.

### Судейская
После завершения игровой карьеры стал футбольным судьёй. С 2004 года судил матчи Второго дивизиона в качестве ассистента, а в 2005 году дебютировал на профессиональном уровне в качестве главного судьи. Всего в 2005—2009 годах отсудил 46 матчей во Втором дивизионе. Завершив профессиональную карьеру, продолжал судить матчи любительских команд. Работал в чемпионате Абхазии и отсудил игру за Суперкубок Абхазии 2014.

## Достижения
- Серебряный призёр зоны «Юг» Второго дивизиона: 2001
- Бронзовый призёр зоны «Юг» Второго дивизиона: 2002